# Giuliano Gattilusio
Giuliano Gattilusio (Mitilene, 1435 – 1480) è stato un pirata italiano.

## Biografia
Figlio di Battista (pirata e membro di un ramo cadetto dei Gattilusio, signori di Mitilene) e di sua moglie Bianchina, fu un singolare e ambiguo personaggio, un pirata greco-genovese dedito ad azioni soprattutto nel Mar Tirreno.
Esperto uomo di mare, intorno al 1450 intraprende l’attività di pirata e compie un’incursione a Chio.
Giunge a comandare una propria piccola flotta, assoldando altri capitani e s’impossessa di vascelli nel canale di Sicilia. Aggredisce persino una nave che commercia per conto di suo padre Battista.
Entrato nel Tirreno alla testa di una piccola squadra, situa il suo quartiere generale in Corsica, a Bonifacio ed a Porto Vecchio.
Nel 1457 è accolto da Gian Galeazzo Campofregoso, Capitano di Savona e cugino del Doge Pietro, per passare al soldo della Repubblica e combattere gli aragonesi, ma risponde negativamente, incorrendo nelle ire del Doge.
Qualche mese dopo accetta tuttavia di entrare al servizio della Repubblica con il compito di scortare con le sue navi quelle genovesi di ritorno dalla Provenza per un compenso di 4000 lire genovine ed il riconoscimento dei proventi della sua attività di corsaro.
Nel mese di settembre dello stesso anno rientra a Savona con una nave castigliana carica di frumento: la derrata si rivela essenziale perché Genova, assediata dalla flotta aragonese, è ridotta allo stremo. La Repubblica tuttavia lo costringe a restituire la nave per evitare la rappresaglia castigliana.
Nel maggio 1458 i Campofregoso cedono Genova a Giovanni d’Angiò e Gattilusio opera nelle acque provenzali in suo appoggio. Nel giugno dello stesso anno muore il re di Napoli Alfonso d'Aragona e l’assedio di Genova viene tolto. 
Gattilusio abbandona il servizio della Repubblica genovese, assale e cattura nelle acque siciliane due vascelli inglesi provenienti da Cipro. I genovesi, che non vogliono vedere deteriorati i loro rapporti commerciali con gli inglesi, chiedono al podestà di Chio, Gregorio Giustiniani, di arrestarlo nel caso in cui faccia scalo nell’isola.
La questione ha un seguito nel 1459: Genova proclama che il Gattilusio è greco e non genovese, ma la Repubblica è condannata comunque a rifondere il danno agli armatori inglesi.
Nell’agosto 1461 ricompare a Savona, in quell’anno controllata dalla Francia, e ne blocca il porto per giorni.
Assale una nave fiorentina provocando un incidente diplomatico tra Genova e Firenze, per poi ritirarsi verso le sue basi della Riviera di Ponente inseguito dalla galea genovese di Oberto Squarciafico.

Il Doge Ludovico Campofregoso nel 1461 vieta alle comunità della Spezia, di Porto Venere e di Lerici di fornire ristoro e aiuto alle navi di Giuliano reo di aver assalito alleati fiorentini.
Continua a vendere i frutti delle sue razzie nel porto di La Spezia; unica preoccupazione del governo genovese nelle sue azioni di pirateria sembra essere che egli non evada il dazio sulle merci in entrata nello stato. Tuttavia viene armata una nave contro di lui.
Nel 1463 è nuovamente a Genova dove compie manovre politiche in appoggio agli angioini.
L’anno successivo minaccia i traffici marittimi di Marsiglia; è ancora a lungo a La Spezia, da dove stringe contatti con Francesco Sforza, nuovo signore di Genova, e compie scorrerie nell’arcipelago greco.
Nel 1473, con il permesso dello Sforza, fa ritorno a Genova per riscuotervi dei crediti e trovare marito ad una sorella.
L’anno successivo la sua galea Grimalda naufraga nel mare di Rodi.
Muore nel 1480.